# هجمات قنابل USB الإكوادورية
وقعت هجمات قنابل USB الإكوادورية في مارس 2023 عندما تم إرسال محركات أقراص USB مفخخة إلى وسائل الإعلام الإكوادورية. أصيب صحفي واحد.
عانى الصحفي لينين أرتييدا من إصابات طفيفة عندما قام باستخدام محرك أقراص USB كان قد تلقاه في إكوافيسا في غواياكيل. نفذت الشرطة تفجيرًا محكمًا على جهاز مماثل أرسل إلى TC Televisión، أيضًا في غواياكيل. قالت مجموعة حرية التعبير إن مجموعة إعلامية ثالثة تعرضت للهجوم. قالت Teleamazonas إن أحد صحفييها تلقى مغلفا مجهولًا به جهاز داخله أكدت الشرطة احتوائه على متفجرات.
الأجهزة الأخرى المرسلة عبر البريد إما أنها لم تنفجر أبدًا أو لم تفتح أبدًا.
تم العثور على اثنين من الأجهزة في وسائل الإعلام في غواياكيل، واثنان في كيتو وواحد في شركة توصيل الطرود.

## ردود الفعل
أكدت دائرة المدعي العام في الإكوادور أنها فتحت تحقيقًا في جريمة إرهاب في 20 مارس 2023.
وبحسب وزير الداخلية خوان زاباتا، فقد تم إرسال الرسائل كلها من نفس المدينة، ثلاثة منها إلى غواياكيل واثنان إلى كيتو.
وقال رئيس خدمات الطب الشرعي إن العبوات تحتوي على متفجرات "عسكرية".